# Tixover
Tixover è un villaggio e parrocchia civile dell'Inghilterra, appartenente alla contea del Rutland.